# Relativita pohybu
Relativita pohybu znamená, že pohyb je relativní, neboli závisí na tom, kdo jej pozoruje - závisí na vztažné soustavě, vzhledem ke které se pohyb zkoumá. Zatímco v jedné soustavě se těleso může pohybovat, při volbě jiné soustavy může být těleso v klidu.
Neexistuje absolutní vztažná soustava, od které by se daly odvozovat další vztažné soustavy. Všechny vztažné soustavy, které se vzhledem k sobě pohybují rovnoměrně přímočaře (inerciální vztažné soustavy) jsou v klasické newtonovské mechanice pro popis pohybu rovnocenné (na rozdíl od neinerciálních vztažných soustav). V rámci obecné teorie relativity jsou pro tento popis rovnocenné všechny (i neinerciální) vztažné soustavy.
Podle velikosti rychlosti je třeba rozlišit Galileiho princip relativity, který platí pouze přibližně jen pro nižší rychlosti (neplatí například pro elektromagnetické jevy), a Einsteinův princip relativity, který platí zcela obecně i pro rychlosti blížící se rychlosti světla (avšak pouze v inerciálních soustavách) a obecný princip relativity (platný ve všech vztažných soustavách). Je to důsledkem faktu, že Newtonův gravitační zákon je invariantní vůči Galileově grupě transformací avšak nikoliv vůči Poincarého grupě Lorentzových transformací. Naproti tomu Maxwellovy rovnice popisující elektromagnetické jevy jsou invariantní vůči Lorentzovým transformacím. 
OTR založil Albert Einstein na požadavku, aby všechny zákony, včetně zákona gravitačního, byly invariantní vzhledem ke všem možným fyzikálně přijatelným transformacím souřadnic. Přitom kritériem pro fyzikálnost dané transformace je požadavek lorentzovské invariance teorií v lokálně inerciálních vztažných soustavách.